# 12811 Rigonistern
12811 Rigonistern è un asteroide della fascia principale. Scoperto nel 1996, presenta un'orbita caratterizzata da un semiasse maggiore pari a 2,2636456 UA e da un'eccentricità di 0,1492142, inclinata di 9,35371° rispetto all'eclittica.
È intitolato allo scrittore Mario Rigoni Stern.